# Louis Pinkham
Louis H. Pinkham Jr. (Washington állam, 1888. január. – Franciaország, 1919. február 5.) amerikai amerikaifutball-játékos és -edző.
1907 és 1910 között az Oregon Webfoots tackle-jeként játszott; 1910–1911-ben a csapat helyettes edzője, 1912-ben pedig vezetőedzője volt. 1916-ban az USA szövetségi kormányának földmérőjeként és építőmérnökeként dolgozott, az első világháborúban pedig főhadnagyként a Meuse–Argonne offenzívánál és a második marne-i csatánál szolgált.
1919. február 5-én hunyt el tüdőgyulladásban.

## Eredményei vezetőedzőként
| Szezon                                 | Eredmény                               | Eredmény                               | Helyezés                               |
| Szezon                                 | Összesen                               | Konferencia                            | Helyezés                               |
| Oregon Webfoots (Northwest Conference) | Oregon Webfoots (Northwest Conference) | Oregon Webfoots (Northwest Conference) | Oregon Webfoots (Northwest Conference) |
| -------------------------------------- | -------------------------------------- | -------------------------------------- | -------------------------------------- |
| 1912                                   | 3–4                                    | 2–3                                    | T–4.                                   |

## Fordítás
- Ez a szócikk részben vagy egészben  a   Louis Pinkham című angol Wikipédia-szócikk ezen változatának fordításán alapul.  Az eredeti cikk szerkesztőit annak laptörténete sorolja fel. Ez a jelzés csupán a megfogalmazás eredetét és a szerzői jogokat jelzi, nem szolgál a cikkben szereplő információk forrásmegjelöléseként.